# Južnič
Južnič je priimek v Sloveniji, ki ga je po podatkih Statističnega urada Republike Slovenije na dan 30. januarja 2021 uporabljalo 105 oseb.

## Znani nosilci priimka
- Branko Južnič (*1960), gozdar, podjetnik ("Uskok" - ustanovitelj Costelle)
- Gojmir Južnič (1918—2005), medicinec fiziolog, univ. profesor
- Karel Južnič (1937—1990), fizikalni (jedrski) kemik
- Marijan "Niko" Južnič (1917—1989), vojaški zdravnik, kirurg, prof. VMA
- Marjan Južnič, agronom, žlahnitelj
- Nevenka Vida Deu Južnič (1927—2019), zdravnica, prof.dr.
- Primož Južnič (*1954), družboslovni informatik, bibliotekarski in bibliografski strokovnjak, univ. profesor
- Samo Južnič (*1959), glasbenik, kantavtor
- Stane Južnič (1928—2013), politolog, zgodovinar, antropolog, sociolingvist, univerzitetni profesor
- Stanislav Južnič (*1955), fizik, zgodovinar (naravoslovno-matematičnih) znanosti, rodoslovec in domoznanec
- Rudolf Južnič (1883—1955), klasični filolog, jezikoslovec, gimnazijski profesor
- Tamara Mikolič Južnič, italijanistka, prevodoslovka, prof. FF UL
- Valentin Južnič (*1951), glasbenik (Prifarski muzikanti), večkratni župan občine Kostel